# Mégasittine du Brésil
Megaxenops parnaguae
Genre
Espèce
Statut de conservation UICN

 LC  : Préoccupation mineure
La Mégasittine du Brésil (Megaxenops parnaguae) est une espèce de passereaux de la famille des Furnariidae. C'est la seule espèce du genre Megaxenops.

## Habitat
Cet oiseau vit dans la caatinga.

## Description
Son nom fait référence aux similitudes superficielles avec ses cousins du genre Xenops. Son bec est courbé vers le haut de la même façon, mais avec une longueur totale de 16 cm, il est sensiblement plus grand et brillant généralement cannelle-roux avec une gorge blanche que les Xenops. 

## Comportement
Cet oiseau est généralement très discret, se nourrissant parmi le feuillage plutôt que sur les troncs.